# Kladruber
Le Kladruber (tchèque : Starokladrubský Kun) est une race de chevaux originaire de Bohême, en Tchéquie. Il provient du haras de Kladruby nad Labem, sur les bords de l'Elbe. Ses origines remontent au XVIe et XVIIe siècles. La race est développée à partir de fondateurs andalous et napolitains, dans l'objectif de faire naître des chevaux d'attelage pour la royauté. Après un déclin marqué au début du XXe siècle, le Kladruber fait l'objet d'une reconnaissance et d'une protection auprès de l'UNESCO. Il appartient depuis 1995 aux éléments culturels nationaux de la Tchéquie.
Le Kladruber est un cheval de type médioligne et de taille moyenne, qui a la particularité de présenter des robes uniquement grises ou noires, et de descendre de deux étalons fondateurs. Ses allures sont élégantes, ce qui lui permet de se distinguer dans les mouvements de haute école et au cirque. C'est néanmoins en attelage qu'il excelle, grâce à sa sélection originelle.

## Étymologie et terminologie
En tchèque, la race porte le nom de Starokladrubský Kun. Kladruber est le nom allemand, et Kladruby le nom anglais.
Bien qu'issu d'une souche espagnole, le Kladruber tire en effet son nom du haras de Kladruby nad Labem.

## Histoire

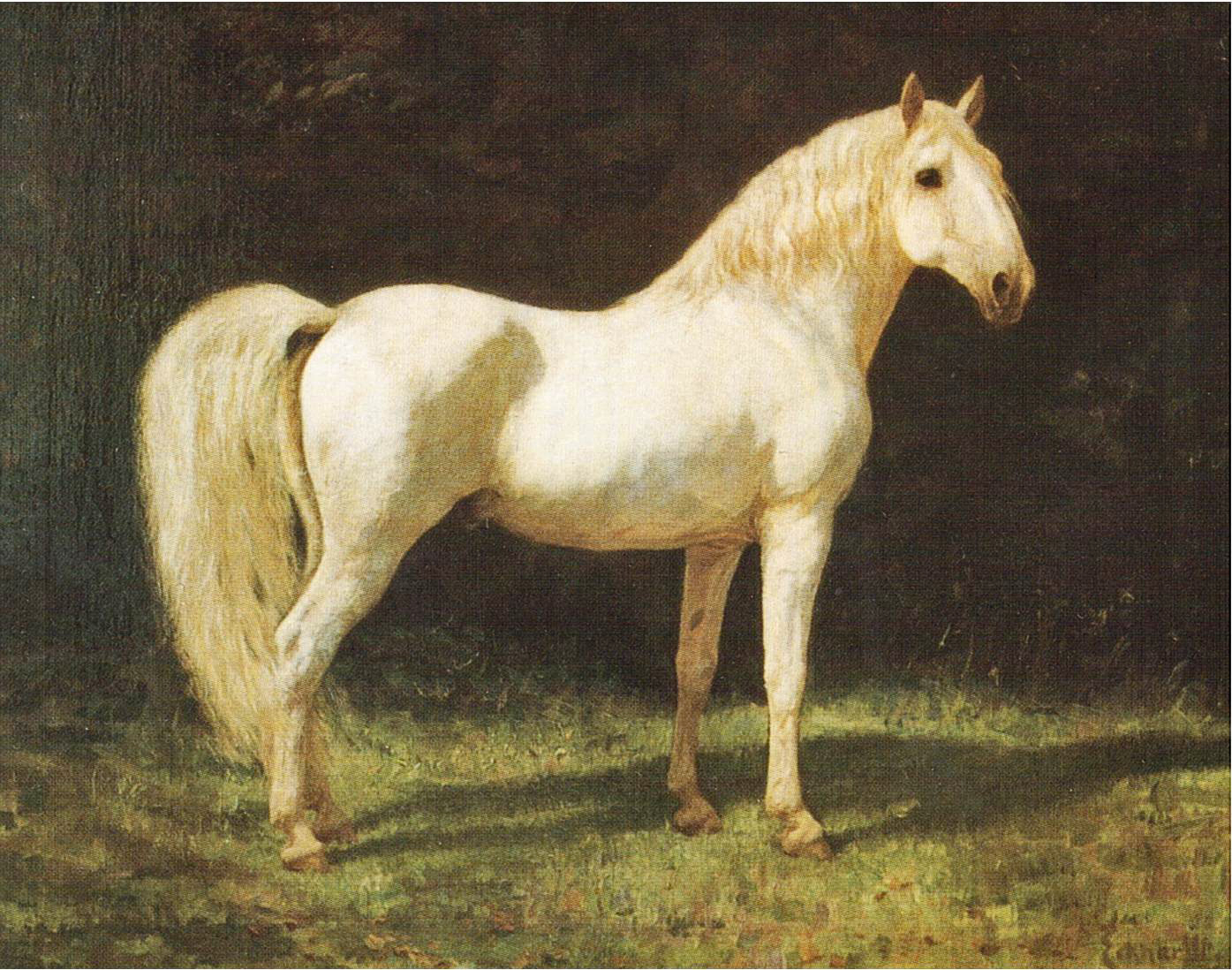
Étalon Kladruber gris peint par Victor von Eckhardt en 1901

Ses origines remontent au XVIe siècle et XVIIe siècle,. Le Kladruber partage une origine commune avec le Lipizzan.
En 1579, un haras royal est fondé à Kladrub en Bohême, où la race est développée à partir de chevaux andalous et napolitains, dans l'objectif de donner des chevaux d'attelage, notamment pour la royauté,,. Ce haras atteint son apogée entre 1712 et 1748, avec un effectif d'environ 1 000 chevaux. Les chevaux qui y sont élevés se caractérisent par un profil de tête convexe et un port d'encolure haut ; ils peuvent présenter une grande variété de couleurs de robes telles que le palomino et le tacheté. Les registres d'élevage du haras sont détruits lors d'un incendie en 1757, ce qui ne permet pas d'avoir connaissance des origines des chevaux de cette époque.
Les robes noires et grises du Kladruber, caractéristiques chez la race, sont issues de deux étalons fondateurs : Pepoli (1764) pour le gris, et Sacromoso (1799) pour le noir,. Pepoli, un étalon noir d'origine napolitain, engendre en effet Imperatore qui fonde la lignée grise et Sacromoso, un étalon noir napolitain né dans le Land de Salzbourg, fonde la lignée noire.
Dans les tout débuts de la race, le croisement avec un étalon Frison a également été pratiqué.
Le Kladruber est alors un cheval de grande taille, pouvant atteindre 1,80 m.
Le stud-book est créé en 1779.
Quatre lignées sont présentes chez la race, toutes issues d'un étalon particulier : Generale, Generalissimus (tous deux issus de Pepoli), Sacromoso et Favory,. Favory est également un étalon souche d'une lignée du Lipizzan,.

### Déclin et sauvegarde
Au début du XXe siècle, la race perd de son intérêt, notamment en raison du déclin de la monarchie tchèque. En 1930, la harde de Kladruber noirs est liquidés, la plupart des chevaux (dont l'étalon Sacramoso XIX) étant vendus pour leur viande. Quelques juments noires échappent au massacre. La Seconde Guerre mondiale a également un fort impact sur la race, le conflit entrainant une chute drastique des effectifs.
La race devient extrêmement rare au point d'être placée sous la protection des Nations unies. La lignée noire est régénérée via un plan de l'institut d'élevage de Slatiňany. En 1979, le Kladruber est inscrit sur la liste du patrimoine mondial de l'UNESCO.
Depuis 1995, le haras de Kladruby nad Labem et ses chevaux font partie des éléments culturels nationaux de la République tchèque.

## Description

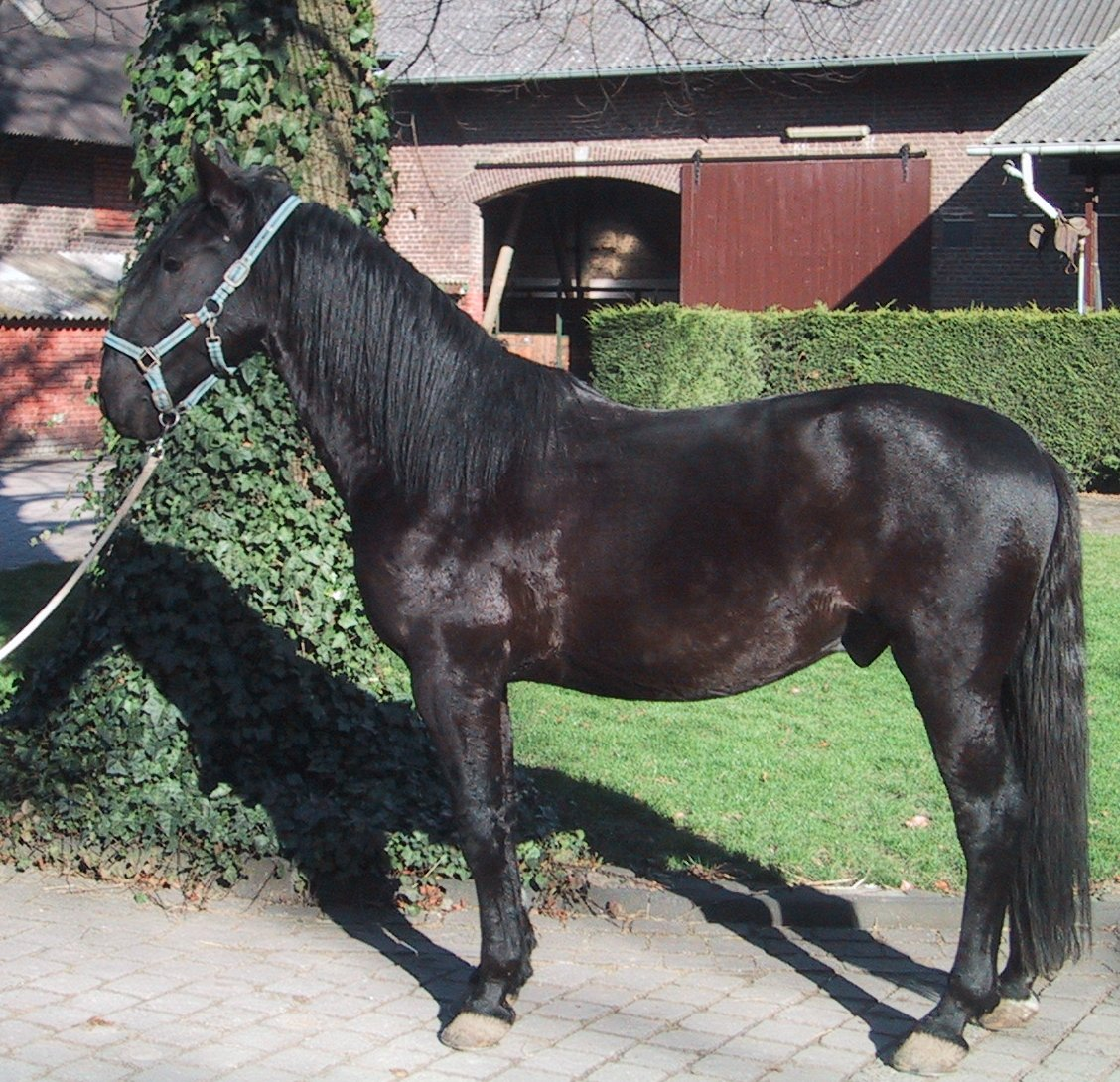
Kladruber noir au modèle.

Le Kladruber est un cheval de type médioligne.
La base de données DAD-IS lui attribue une taille de 1,62 m à 1,66 m en moyenne, pour un poids de 570 à 595 kg. L'autrice britannique Caroline Silver note une taille pouvant aller jusqu'à 1,72 m.
La race se distingue par une maturité tardive et une grande longévité.

### Morphologie
Le Kladruber ressemble énormément au Lipizzan, en plus grand de taille et plus costaud d'apparence. Il fait partie des rares chevaux modernes issus des vieilles souches du cheval ibérique, ce qui lui confère un grand intérêt génétique, d'autant qu'il est sélectionné depuis plus de 400 ans.

#### Tête

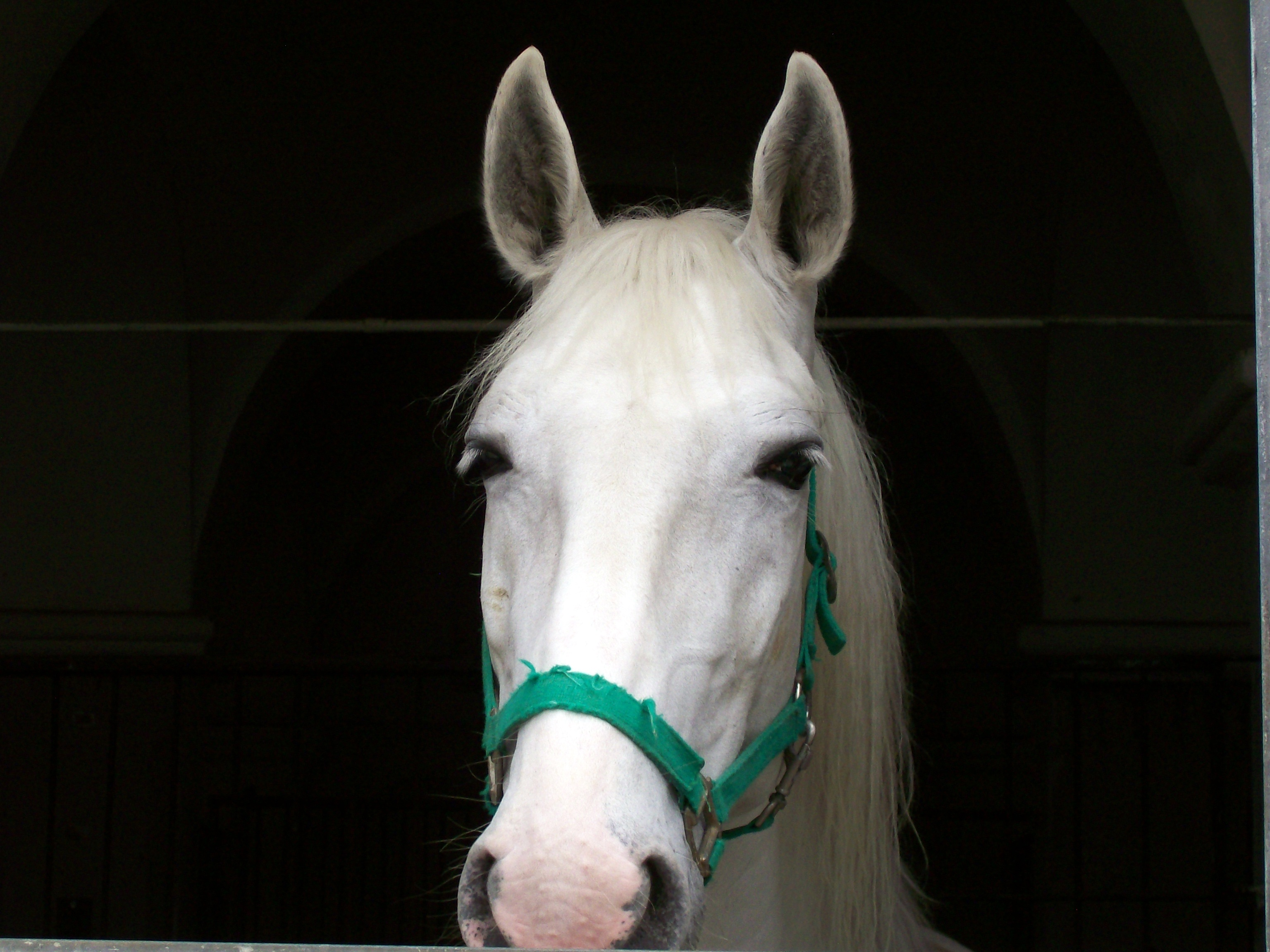
Tête d'un Kladruber.

La tête est longue, dotée d'un profil franchement convexe,. Le front est large, les yeux sont grands et les naseaux bien ouverts,,. Les oreilles sont bien découpées et de longueur moyenne. Le port de tête est décrit comme « superbe ».

#### Avant-main, corps et arrière-main
L'encolure est arquée, musclée, puissante et bien proportionnée,,.
Le garrot est large et peu proéminent.
Le poitrail est large et profond,.
Les épaules sont bien musclées et inclinées.
Le dos est long et droit,.
L'arrière-main est puissante, avec des reins pleins, une croupe courte, large et arrondie,.
La queue est bien attachée.
Les membres, bien musclés, sont longs avec des articulations larges et sèches,.
Le pied est bien formé,.
La crinière est fluide et les crins de la queue sont abondants.

### Robe
La robe est presque toujours grise, et plus rarement noire,.

### Allures
Ses allures sont élégantes, avec une action droite et sûre. Son trot est très caractéristique, avec une action cadencée et un mouvement élevé des genoux.

### Tempérament
Le tempérament est décrit comme généreux et docile. Cheval considéré comme doux et agréable, il est volontaire et docile au travail.

## Utilisations

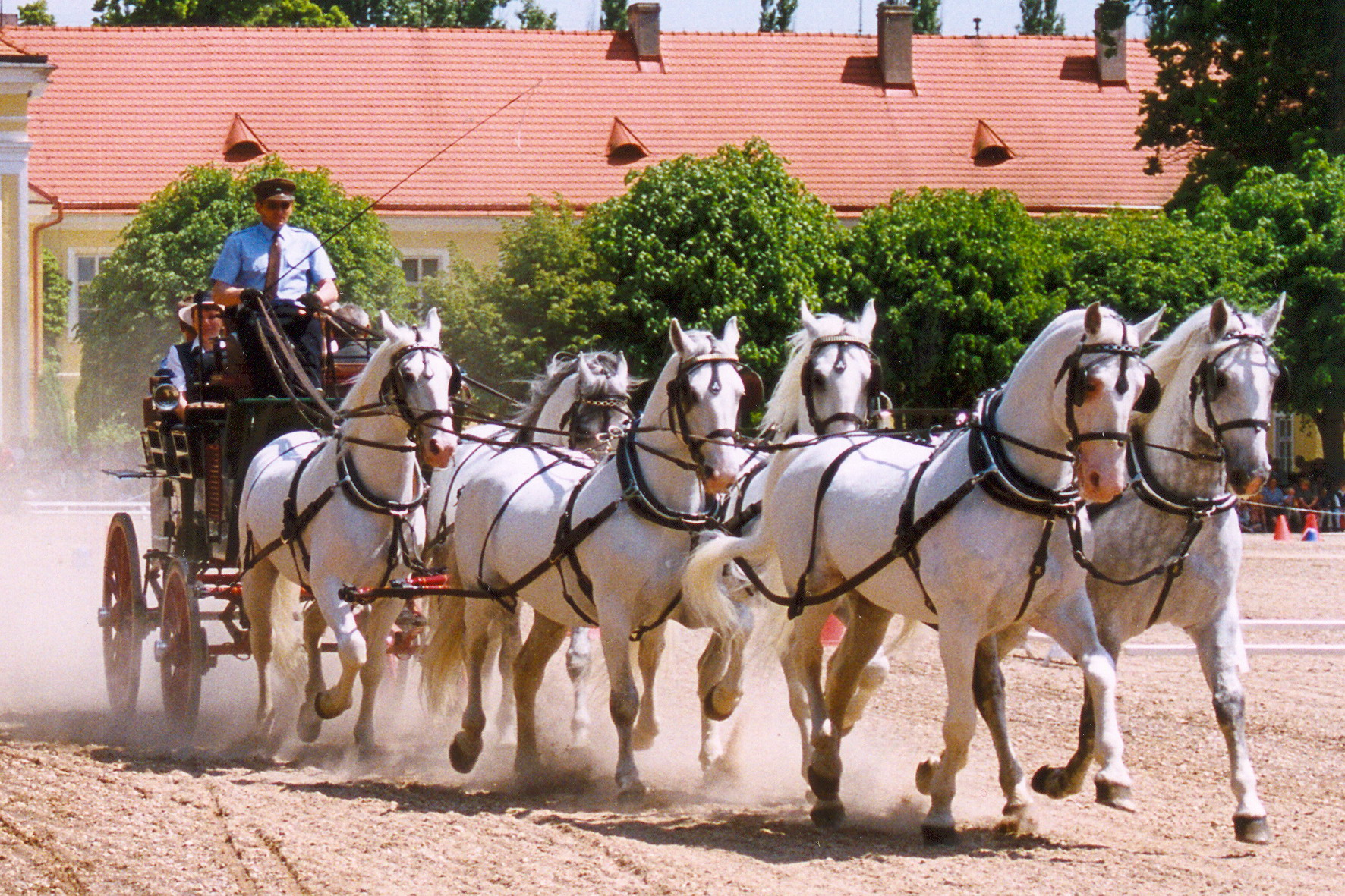
Chevaux Kladruber gris attelés.

Historiquement, le Kladruber est le cheval d'attelage de la cour impériale de Vienne. Les chevaux gris sont utilisés pour tirer les carrosses de la royauté alors que les chevaux noirs sont employés par les souverains religieux,. Ils apparaissent également lors des défilés d'apparat de la cour d'Autriche à Vienne. Cette race tire toujours les carrosses d'Etat en Tchéquie lors de certaines occasions.
Les attelages peuvent compter jusqu'à 16 chevaux, sans postillon pour les guider.
Il est utilisé aussi bien pour la selle que pour l'attelage,. Les chevaux du haras de Kladruby ont participé plusieurs fois à des championnats d'attelage à quatre, jusqu'au niveau des championnats du monde, avec de bons résultats.
Il fait aussi un très bon cheval de loisir.
C'est un bon cheval de dressage doté d'allures élégantes, ce qui lui permet d'être employé aussi bien pour le travail de Haute école que pour le cirque,.

## Diffusion de l'élevage

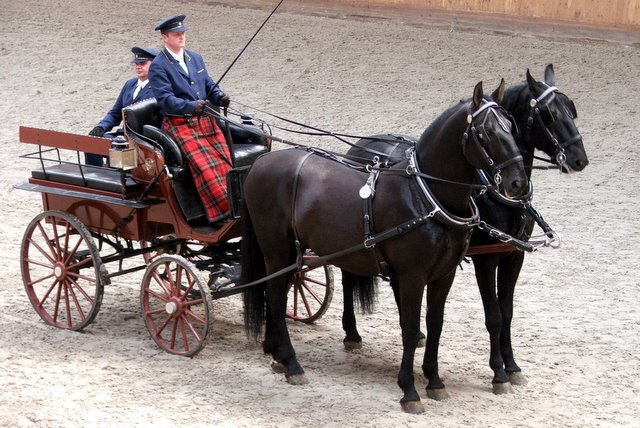
Paire de Kladruber noirs attelés.

Le Kladruber est considéré comme une race rare. C'est l'un des chevaux les plus rares du monde, avec un noyau d'élevage de seulement 90 juments en 2007.
Il est toujours élevé au haras national de Kladruby, ; il était jadis présent au haras national de Mezőhegyes et y a constitué la race Nonius. Par ailleurs, l'ouvrage Equine Science (4e édition de 2012) le classe parmi les races de chevaux de selle peu connues au niveau international.